# Parides lysander
Parides lysander is een vlinder uit de familie van de pages (Papilionidae). De wetenschappelijke naam van de soort is voor het eerst geldig gepubliceerd in 1775 door Pieter Cramer.

## Synoniemen
- Papilio horracki Lathy, 1916 is een synoniem van de typische ondersoort.